# 石硐河
石硐河，也称保亭水，位于中华人民共和国海南省保亭黎族苗族自治县境内，发源于县境北部的九曲岭，蜿蜒东南流经县城保城镇，最后于石硐村委会的打南村汇入陵水河。河长73.5千米，流域面积183.48平方千米。